# Ісланово
Ісла́ново (рос. Исланово, башк. Ислан) — присілок (у минулому селище) у складі Кушнаренковського району Башкортостану, Росія. Входить до складу Карача-Єлгинської сільської ради.
Населення — 56 осіб (2010; 74 у 2002).
Національний склад:
- башкири — 73 %
- татари — 27 %